# La Tour (pel·lícula de 2022)
La Tour és una pel·lícula francesa dirigida per Guillaume Nicloux, estrenada el 2023.

## Argument
Un matí, en un projecte d'habitatge, els veïns es desperten i descobreixen que ja no poden sortir a causa de la preocupant boira opaca que els tanca totes les portes i finestres.

## Repartiment
- Angèle Mac : Assitan
- Hatik : Ahmed
- Ahmed Abdel-Laoui : Chakib
- Kylian Larmonie : Duma
- Merveille Nsombi : Mansour
- Nicolas Pignon : François
- Igor Kovalsky : Jordan
- Marie Rémond : Audrey
- Judith Williquet : Ingrid
- Modeste Nzapassara : Mathéo
- Coline Béal : Mélanie
- Kévin Bago : Driss
- Bruni Makaya : Anton
- Pierre Ventura : Baba
- Ayoub Bara : Nourdy
- Lina-Camélia Lumbroso : Shakira
- Laurent Poignot : Grégory
- Jean-Baptiste Seckler : Bruno
- Jules Houplain : Nathan
- Jules Dhios Francisco : un enfant

## Producció
El rodatge va tenir lloc el maig de 2021 a Aubervilliers, als suburbis immediats de París, on es troben les quatre torres en desús.

## Crítiques
A França, el lloc Allociné li atorga una mitjana de 2,8 sobre 5 basada en 21 ressenyes de premsa.

## Distincions

### Nominacions i seleccions
- Festival del Cinema Americà de Deauville de 2002: secció “Finestra sobre el cinema francès” [5]
- LV Festival Internacional de Cinema Fantàstic de Catalunya : secció « Competició oficial »[6]
- Festival Internacional de Cinema Fantàstic de Gérardmer 2023 : secció « Competició oficial »[7]